# Szalony Iwan

Martwa strefa sonaru

Szalony Iwan – zwrot odnoszący się do charakterystycznego manewru wykonywanego przez okręt podwodny.

## Geneza „Szalonego Iwana”
Współczesne okręty podwodne większość swojego czasu operacyjnego spędzają w zanurzeniu. Dotyczy to zarówno okrętów o napędzie atomowym, jak i spalinowo-elektrycznym. W czasie pływania w położeniu podwodnym głównym urządzeniem pozwalającym określić okrętowi podwodnemu sytuacje wokół niego jest sonar. Sonar to urządzenie, które nasłuchuje dźwięków w wodzie (sonar pasywny) bądź samo wysyła impulsy w celu określenia pozycji jakiegoś obiektu (sonar aktywny). Do jednych z głównych zadań okrętów podwodnych należy śledzenie okrętów podwodnych potencjalnego przeciwnika, w szczególności dotyczy to okrętów podwodnych nosicieli pocisków balistycznych z głowicami nuklearnymi. Urządzenia nasłuchowe zamontowane na pokładzie okrętu podwodnego mają jedną zasadniczą wadę, mianowicie poza zasięgiem ich działania znajduje się sektor rufowy okrętu podwodnego. Silniki okrętu podwodnego, jak również praca śruby lub śrub powoduje hałas, który uniemożliwia przeszukanie tego pola sonarowi. Tak więc najlepszą metodą na śledzenie innego okrętu podwodnego jest schowanie się za jego rufą, gdzie jest on całkowicie głuchy. Z tym problemem borykały się wszystkie okręty podwodne lat 50. i 60., ale także boryka się duża część okrętów podwodnych służących obecnie. W połowie lat 70. zaczęły się prace nad opracowaniem takiego sonaru aby mógł on wykrywać obiekty także za rufą okrętu, na którym jest on zamontowany. Jako pierwsi z tym problemem uporali się Amerykanie budując sonar holowany. Jest to antena sonaru pasywnego, która jest ciągnięta przy pomocy kabla (o długości od 2 do 3 km) za rufą okrętu. Długość kabla powoduje to, że antena sonaru znajduje się w obszarze nie zakłócanym przez pracę mechanizmów napędowych, a także śrub okrętu i, co równie ważne, okręt może prowadzić nasłuch innego kanału dźwiękowego niż ten, w którym się on sam znajduje. Sonar holowany przyczynił się do tego, że okręty podwodne Związku Radzieckiego miały problem ze śledzeniem okrętów podwodnych Stanów Zjednoczonych, podczas gdy te ostatnie nie miały kłopotów ze śledzeniem ich radzieckich odpowiedników – nie wyposażonych w sonar holowany. Rosjanie szukali różnych rozwiązań, by utrudnić śledzenie ich okrętów przez Amerykanów. Tak narodził się manewr nazwany później „Szalony Iwan”.

## Manewr
Jak zostało powiedziane wcześniej, okręt podwodny nie wyposażony w sonar holowany może być łatwo śledzony przez inny okręt, który chowa się w jego szumach za rufą. Rosjanie, aby temu zapobiec, stosowali manewr polegający na tym, że w nieokreślonych odstępach czasu ich okręty wykonywały zwrot nawet do 360 stopni połączony ze zwiększeniem prędkości tak, aby zaskoczyć okręt podwodny przeciwnika. Amerykańscy podwodniacy nazwali go „Szalony Iwan”. „Szalony”, bo był wykonywany nagle, a „Iwan” dlatego, że wykonywały go okręty podwodne ZSRR.

## Zmierzch „Szalonego Iwana”
Na przełomie lat 70. i 80. do służby w Marynarce Wojennej ZSRR zaczęły wchodzić okręty podwodne wyposażone w sonar holowany. Pierwszym tego typu okrętem był K-138 (Projekt 671RTM Szczuka, w kodzie NATO oznaczony jako Victor III). Następnie dołączyły do niego pozostałe okręty projektu 671RTM, a także okręty projektu 945, 945A, 945B Mars (w kodzie NATO oznaczone jako Sierra), a także okręty projektu 971, 971U Bars (kod NATO Akula I) i projektu 971A Szczuka-B (kod NATO Akula II). Te nowe okręty nie stosowały już zbyt często manewru „Szalonego Iwana” (poza sytuacjami, gdy okręt podchodzi na głębokość peryskopową, ponieważ wtedy sonar holowany musi zostać zwinięty – mógłby się zaplątać w śrubę okrętu nawodnego przebywającego w pobliżu).